# Glochidion pubescens
Glochidion pubescens är en emblikaväxtart som beskrevs av Alexander Zippelius och Johan Baptist Spanoghe. Glochidion pubescens ingår i släktet Glochidion och familjen emblikaväxter. Inga underarter finns listade i Catalogue of Life.